# Кенилворт (Илиноис)
Кенилворт (енгл. Kenilworth) град је у америчкој савезној држави Илиноис.

## Демографија
По попису из 2010. године број становника је 2.513, што је 19 (0,8%) становника више него 2000. године.
| Група             | 2000.         | 2010.         |
| Белци             | 2.398 (96,2%) | 2.412 (96,0%) |
| Афроамериканци    | 4 (0,2%)      | 7 (0,3%)      |
| Азијати           | 56 (2,2%)     | 33 (1,3%)     |
| Хиспаноамериканци | 34 (1,4%)     | 41 (1,6%)     |
| Укупно            | 2.494         | 2.513         |